# Bittersweet: The Love Songs Collection
Bittersweet: The Love Songs Collection es un álbum recopilatorio de la cantante y actriz estadounidense Cher, lanzado el 26 de junio de 1999 por MCA Records. Esta compilación presenta al más prominente álbum de Cher Bittersweet White Light de 1973. 

## Lista de canciones
- 1. "By Myself" Schwartz, Dietz 3:29
- 2. "I Got It Bad and That Ain't Good " Ellington, Webster 3:54
- 3. "Am I Blue?" Clarke, Akst 3:47
- 4. "How Long Has This Been Going On" Gershwin 4:23
- 5. "The Man I Love" Aller, Esty 4:27
- 6. "Jolson Medley" Jolson, DeSlyva, Schwarz, Young, Brown, Henderson, Lewis, Donaldson 4:16
- 7. "More Than You Know" Rose, Eliscu, Youmans 3:44
- 8. "Why Was I Born" Kern, Hammerstein II 2:45
- 9. "The Man That Got Away" Arlen, Gershwin 4:13
- 10. "What'll I Do" Berlin 2:29
- 11. "The Long and Winding Road" Lennon, McCartney 3:14
- 12. "The Greatest Song I Ever Heard" Holler 2:51
- 13. "David's Song" Paich 3:21
- 14. "It Might As Well Stay Monday" Chandler 3:02
- 15. "Don't Try to Close a Rose" Greco 2:46
- 16. "He'll Never Know" Lloyd, Sklerov 3:27
- 17. "The Way of Love" Stillman, Dieval 2:32